# Jielin
Jielin (kinesiska: 桔林) är en socken i sydöstra Kina. Den ligger i Minqing härad i provinshuvudstaden Fuzhou i provinsen Fujian, omkring 65 kilometer nordväst om centrala Fuzhou. Antalet invånare är 3 507. Befolkningen består av 1 551 kvinnor och 1 956 män. Barn under 15 år utgör 14,0 %, vuxna 15-64 år 73 %, och äldre över 65 år 12,0 %.